# Asura (budismo)

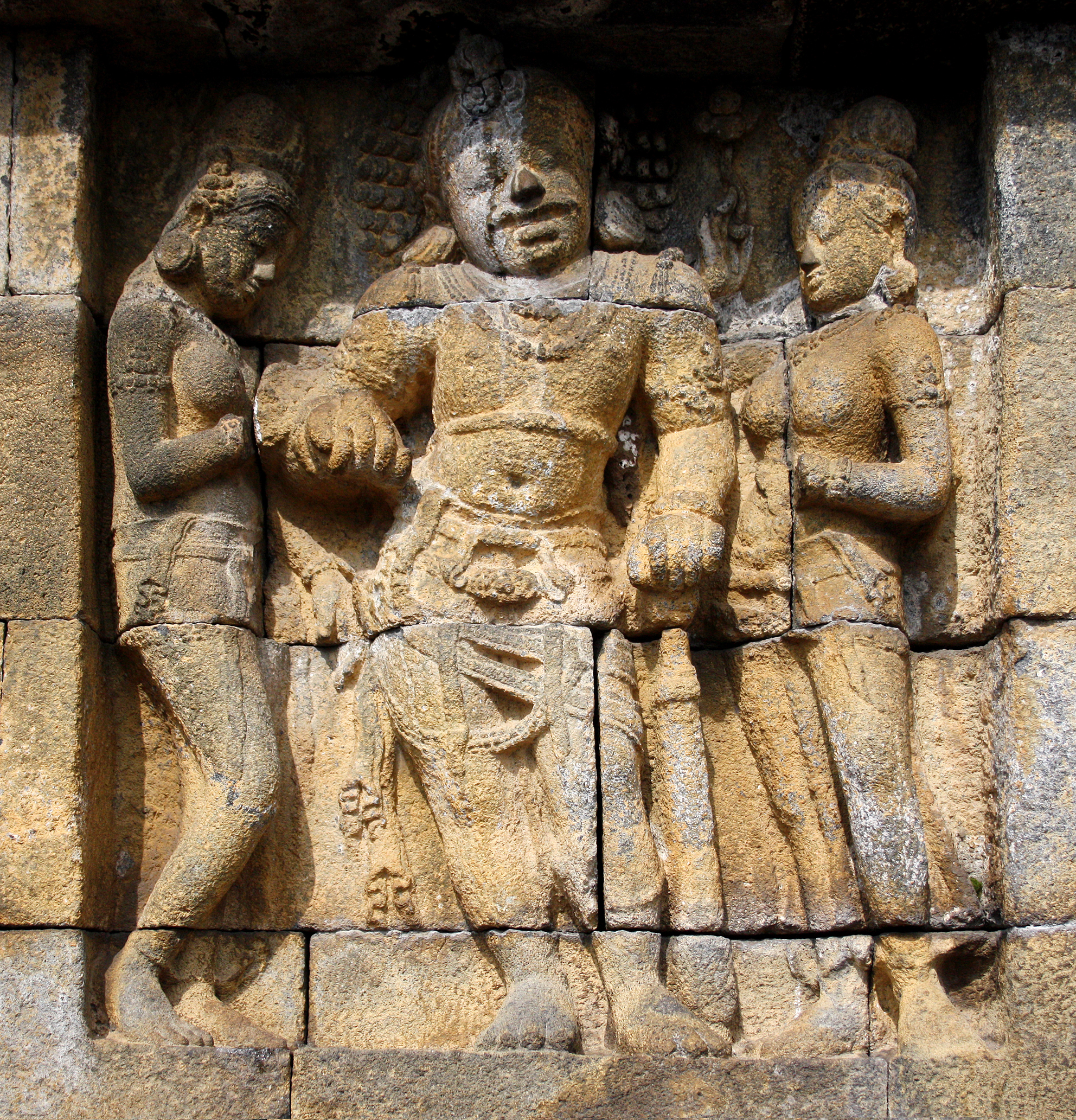
Gigante asura dvarapala que sostiene una maza, flanqueado por dos apsaras, que representa un guardián. Bajorrelieve de la pared exterior inferior de Borobudur que separa el reino de Kamadhatu y Rupadhatu.. Java Central, Indonesia.

Un asura (en sánscrito y en pali: असुर) o espíritu maligno en el budismo es un semidiós o titán del Reino del Deseo. Se dice que viven vidas más placenteras que los humanos, pero también están esclavizados por cualidades como la ira, el orgullo, la envidia y la falta de sinceridad.

## Creencia en otras religiones
En el hinduismo los asuras son entidades asociados a seres sedientos de poder, que terminaron siendo considerados demoníacos o pecaminosos. Sin embargo la percepción de los asuras en el hinduismo ha variado a través de la historia; debido a que varias deidades que originalmente eran  consideradas asuras posteriormente fueron reconocidos como dévatas y viceversa.
En la religión zoroástrica o mazdeísta de Persia, a pesar de tener la creencia un origen común protoindoeuropeo, contrariamente los asuras (ahuras) quedaron finalmente asociados con las fuerzas del bien, ya sea como seres  angelicales, o asociado al dios Ahura Mazda.

## Orígenes

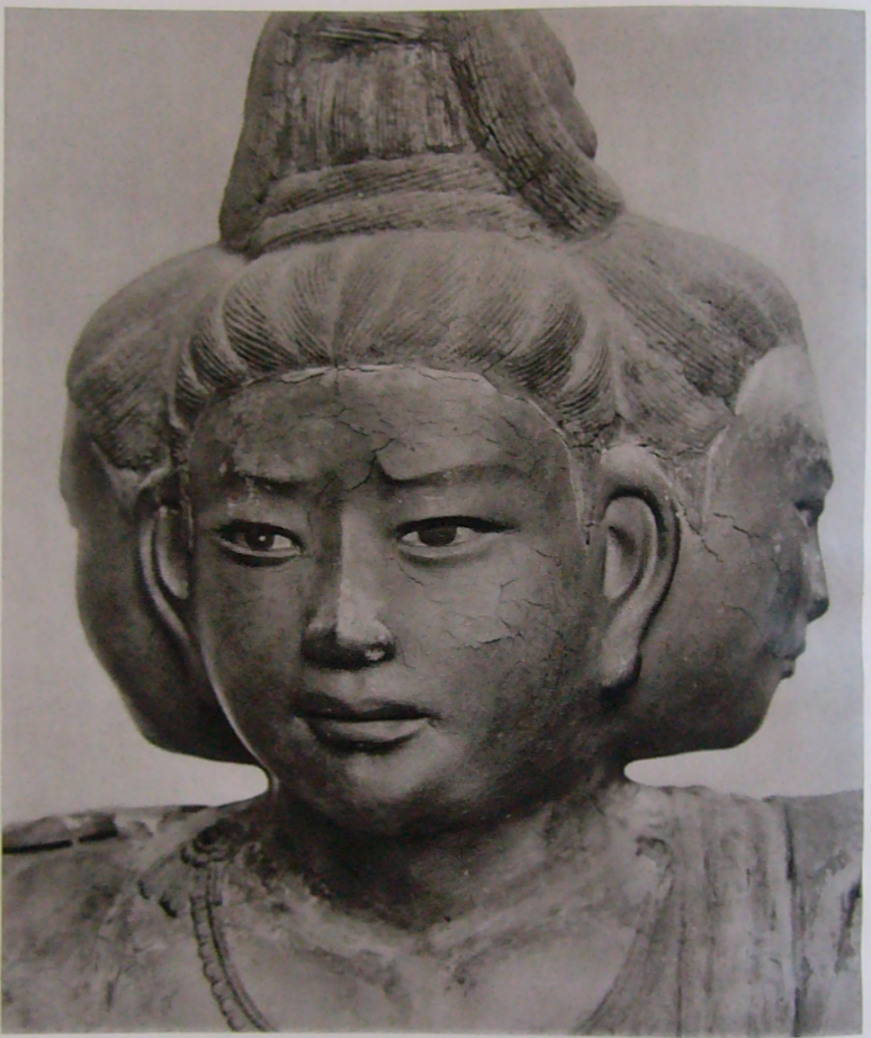
Imagen de un Asura en Kōfuku-ji, Nara, Japón

Los asuras del budismo derivan de los asuras del hinduismo, pero han adquirido varios mitos distintivos a partir de características que sólo existen en los textos budistas.
En este contexto budista, la palabra se puede traducir como el Titán de la mitología de la antigua Grecia o como un semidiós, aunque esta definición no es del todo satisfactoria. La analogía más cercana en las tradiciones europeas pueden ser los jötnar de la mitología escandinava, que van desde semi-divinidades hasta monstruos y suelen tener guerras contra los dioses, aunque en ocasiones se casan con ellos. También se puede traducir como gigantes.

## Carácter de los asuras
Mientras todos los dioses del Kāmadhātu están sujetos a pasiones en algún grado, los asuras han llegado a ser adictos a éstas, especialmente al orgullo, la belicosidad, la ira o la vanidad.
En términos de poder, los asuras se encuentran por encima de los humanos pero por debajo de los demás dioses. Viven en la región al pie del monte Sumeru y al menos parcialmente en el mar que le rodea.
En la cosmografía popular del Bhavachakra, los asuras se ven como la sexta etapa de la existencia y algunas veces agrupada con la de los devas. Originariamente, la versión fue la de las cinco etapas, convertidas en seis en el Tíbet por la autoridad de Je Tsongkhapa.
Los líderes de los asuras son los Asurendra (en sánscrito indra significa ‘rey’), que en idioma pāli se transformaron en Asurinda). Hay varios tipos de Asurendra, ya que los asuras se dividieron en diferentes tribus o facciones, entre las que encontramos los asuras dānaveghasa y los asuras kālaka añyakas. Los líderes principales son Vemachitrin, Rajú (también llamado Verocha o Veróchana) y Pajārāda.

## Reino de los asuras
El Reino de los asuras se trata de uno de los seis reinos del samsara (reinos de existencia). Debido a las pasiones de los asuras, el renacimiento como asura en este reino se considera uno de los cuatro nacimientos desdichados (junto con el renacimiento en el reino de los animales, en el reino de los Pretas o en el reino Naraka). El estado de un asura refleja el estado mental de un humano obsesionado con la fuerza, la violencia, y el orgullo; siempre buscando una excusa para entrar en guerras y conflictos, enfadados con todo el mundo e incapaces de mantener la calma o solventar problemas pacíficamente. 
La estancia en este reino, debido a sus características (a diferencia del reino humano), generalmente hace imposible para sus seres el poder seguir el camino a la iluminación, al dejarse llevar por el camino contrario al Dharma que este reino ofrece.